# Vespasiano (Minas Gerais)
Vespasiano é um município brasileiro no estado de Minas Gerais, Região Sudeste do país. Localiza-se na Região Metropolitana de Belo Horizonte e ocupa uma área de cerca de 70 km², sendo que 21 km² estão em perímetro urbano. Sua população foi estimada em 129 246 habitantes em 2022, sendo então o 22º mais populoso do estado.

## História

### Fundação
O desenvolvimento da cidade ocorreu juntamente com o crescimento da capital Belo Horizonte. As primeiras populações começaram a se instalar na região em 1745 e era composta por mineradores em busca de riquezas minerais no local. Anos antes, em 1738 foi instalada a 1ª Cia de Ordenança de Minas Gerais no lugarejo.

### Expansão
Em 1853, D. Mariana Joaquina da Costa, natural de Santa Luzia, e seu cônjuge Joaquim da Fonseca Ferreira se fixaram em seu patrimônio na região central de Vespasiano, na época, Fazenda do Capão. Antigamente as terras da cidade pertenciam a Mariana que, após ficar cega devido a um descuido ao mexer com plantas desconhecidas, acabou sendo enganada e extorquida por várias famílias que vieram de fora e tomaram suas terras.
O povoado cresceu de forma rápida e recebeu o nome de Arraial do Capão. A economia da região baseava-se na agricultura, pecuária e, mais tarde, a indústria do cal.
O nome do território teve sua última alteração em 1894 com a inauguração da Estrada de Ferro Central do Brasil. O nome Vespasiano veio do antigo administrador da ferrovia, Cel. Vespasiano Gonçalves de Albuquerque e Silva. A ferrovia causou grande influência em aspectos socioeconômicos, aumentando o fluxo de pessoas e mercadorias para a cidade.
Em 18 de dezembro de 1915, Vespasiano se tornou um território independente do município de Santa Luzia e teve sua emancipação em 1948.

## Bairros
| - Angicos - Bela Vista - Benardo de Souza - Boa Vista - Bonsucesso - Caieiras - Caieiras Velho - Célvia - Central Park - Centro - Chacara Laranjeiras - Cipriano - Coqueiros - Fagundes - Gávea 1 | - Gávea 2 - Jardim Alterosa - Jardim Bela Vista - Jardim da Glória - Jardim Daliana - Jardim Encantado - Jardim Itaú - Jardim Paraíso - Jequitibá - Lar de Minas - Lourdes - Mangueiras - Maria José - Mônaco - Morro Alto | - Názea - Nova Granja - Nova Pampulha - Nova York - Novo Horizonte - Parque Industrial Alterosa - Parque Industrial José Vieira de Mendonça - Parque Industrial Nova Granja - Pouso Alegre - Ribeirão da Mata - Rosa dos Ventos - Santa Catarina - Santa Clara - Santa Cruz - Santa Maria | - Santo Antônio - São Damião - São Geraldo - São Jorge - São José - Serra Azul - Serra Dourada - Suely - Vale Formoso - Vida Nova - Vila da Fé - Vila Esportiva - Vista Alegre |

## Economia
A economia vespasianense se baseia principalmente na indústria. Um grande quantidade de empresas se instalou na região. As indústrias que mais se destacam na região são:
- Belgo Mineira Bekaert: desde 1997, é a única fabricante de Steel Cord na América Latina. Produz artefatos de arame.[6]
- Cimentos Liz: desde 1969, anteriormente, como Soeicom S/A (Sociedade de Empreendimentos Industriais, Comerciais e Mineração) indústria de cimento.[7]
- Delp: desde 1964, trabalha na produção de bens de capital como óleo e gás, geração de energia, indústria, serviços e naval.[8]
- Tecnometal: desde 2002, trabalha na fabricação de maquinaria.[9]

## Infraestrutura

### Transportes
A Cidade de Vespasiano é cortada pela rodovia MG-010.
Além da rodovia MG-010, que conecta Vespasiano à Região Metropolitana de Belo Horizonte, o município é atendido por uma malha viária que facilita o acesso a importantes polos urbanos e logísticos de Minas Gerais. A proximidade com o Aeroporto Internacional de Belo Horizonte-Confins, situado em território limítrofe com Lagoa Santa, torna a cidade um ponto estratégico para o transporte de passageiros e cargas. Vespasiano também é servida por linhas de transporte coletivo urbano e intermunicipal, integradas ao Sistema de Transporte Metropolitano de Belo Horizonte, que facilita o deslocamento diário de trabalhadores e estudantes. O município conta ainda com o acesso à Linha Verde (MG-010), um dos principais eixos de desenvolvimento da região, que estimula o crescimento urbano e econômico ao longo de seu traçado. Esses fatores posicionam Vespasiano como um importante elo entre o Vetorial Norte da Grande BH e os demais centros produtivos do estado.

### Educação
O fator educação do IDH no município atingiu em 2010 a marca de 0,592. A cidade possui 40 escolas de ensino fundamental.
No município, a proporção de crianças de 5 a 6 anos na escola é de 87,46%, em 2010. No mesmo ano, a proporção de crianças de 11 a 13 anos frequentando os anos finais do ensino fundamental é de 84,11%; a proporção de jovens de 15 a 17 anos com ensino fundamental completo é de 55,42%; e a proporção de jovens de 18 a 20 anos com ensino médio completo é de 36,64%.
Em Vespasiano se localizam instituições de ensino particular de destaque. A cidade possui uma unidade de ensino médio do SESI, uma escola de Aprendizado Industrial do SENAI e a instituição de ensino superior FASEH. As instituições públicas possuem boas condições, mas ainda existem problemas a respeito da demanda de alunos e a quantidade de professores disponíveis.

## Cultura e turismo

### Arquitetura e patrimônio histórico

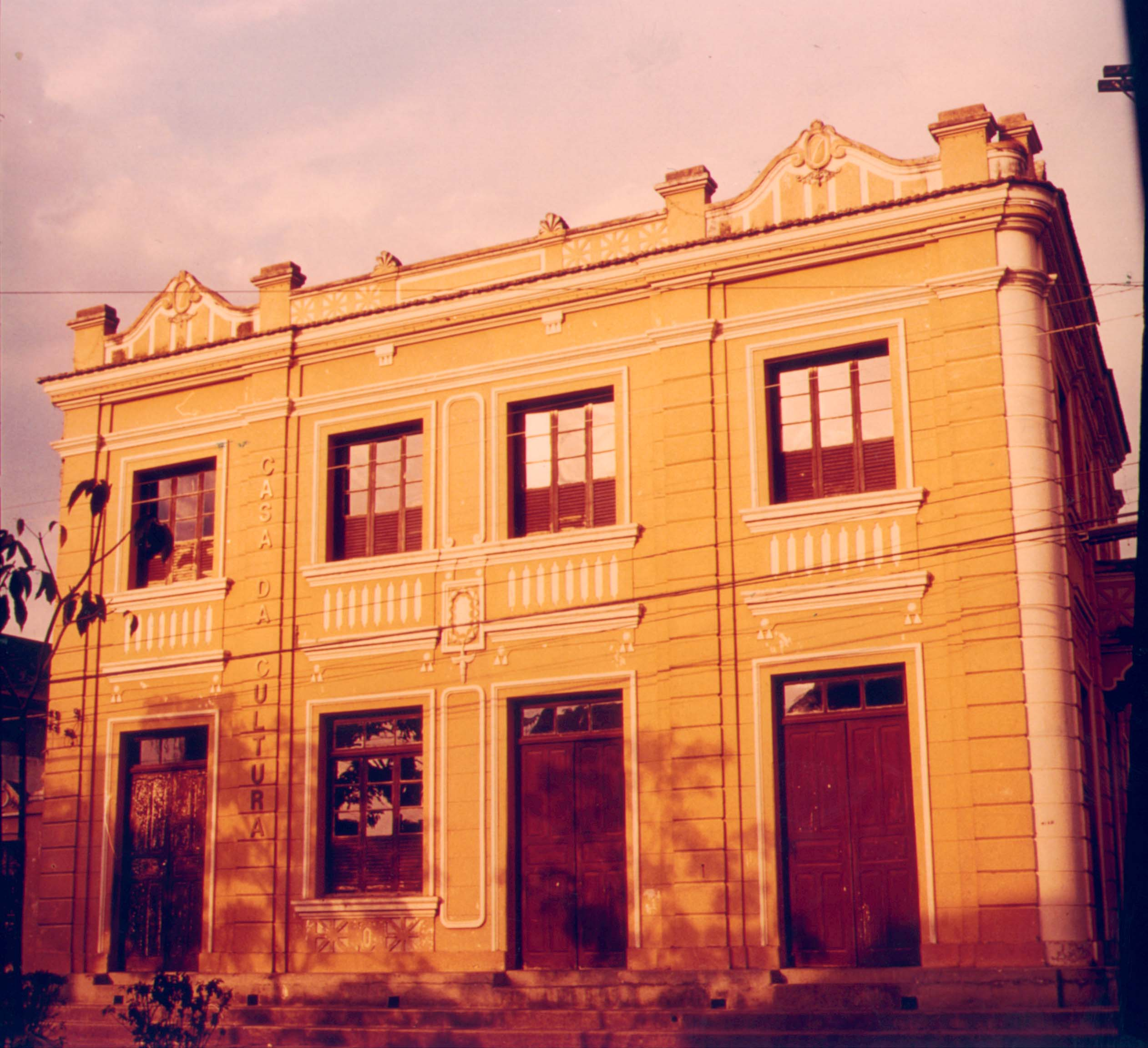
Casa da Cultura.

- Casa da Cultura Aluízio Barbosa Martins: foi construída em 1927 por Alicina de Assis Duarte e seu marido Cristóvão Dias Duarte. A arquitetura neo-colonialista e o acabamento aprimorado fizeram do edifício um cartão postal para a cidade. Em 1945, o prédio foi adquirido pelo Sr. João Silva, político atuante e após a emancipação em 1948, o prédio se tornou a sede do Primeiro Executivo Municipal. Na administração do Prefeito Marconi Issa, o prédio foi adquirido pela Prefeitura e, atualmente, a construção recebe o nome de Casa da Cultura e abriga dois museus, o Museu Histórico Dona Mariana da Costa e o Museu do Folclore Saul Martins.
- Grupo Escolar Coração de Jesus: construído em 1919, o “Coração de Jesus” foi a primeira instituição de ensino formal do Município. O prédio abriga atualmente a Secretaria Municipal de Educação, fazendo parte do conjunto arquitetônico da Praça da Igreja Matriz.
- Capela Nossa Senhora do Perpétuo Socorro: a capela foi edificada em 1936 por iniciativa de Dona Maria José da Fonseca Viana e construída por João Lourenço, pedreiro e artista da época. Ela foi criada, principalmente para abrigar, durante a Semana Santa, a imagem de Nosso Senhor dos Passos.[12]

### Artes
- Centro de Convenções Risoleta Neves
- Palácio das Artes Nair Fonseca Lisboa

Possui a Escola Capitão Carambola onde oferece cursos na área de música, cerâmica, criatividade, desenho, teatro, pintura e outros. O teatro também possui as salas de exposições Oscar Raimundo Machado e José Aguiar Pinto Coelho, e o auditório de teatro Valtério Araújo Valle que acomoda 219 pessoas.

### Esportes

Vista aérea da Cidade do Galo.

#### Cidade do galo
A Cidade do Galo, CT do Clube Atlético Mineiro é o maior e mais completo centro de treinamento e concentração da América do Sul[carece de fontes?]. Em 2014, foi o centro de treinamento da Seleção Argentina de Futebol durante a Copa do Mundo.
Foi considerado como o melhor centro de treinamento do Brasil em 2010 e um dos cinco melhores centros de treinamento do mundo (único fora da Europa) em 2014 pelas emissoras de televisão SporTV e Eurosport, respectivamente.
Alguns jogadores famosos nasceram em Vespasiano, como os ex-jogadores de futebol  Eder Aleixo, o Bomba de Vespasiano, que jogou na seleção brasileira, e João Bosco dos Santos, Buião, que jogou em vários clubes do Brasil.
Vespasiano Esporte Clube, é clube mais antigo da cidade, sendo fundado em 27 de setembro de 1916. O clube é um dos mais tradicionais times amadores da região metropolitana de BH. Seu estádio é bem localizado e possui um campo oficial com sistemas eletrônicos de irrigação e iluminação, além de uma área social, quiosques para confraternização e campos adicionais para a prática de esportes.

### Religião
A maior parte da população possui a religião católica (54 064 pessoas). Em seguida está a religião Evangélica (35 806 pessoas) e a Espírita (1 180 pessoas)[carece de fontes?].